# Hrvatski dom u Rumi
Hrvatski dom u Rumi je zgrada Hrvata iz Rume. Pod zaštitom je Zavoda za zaštitu spomenika kulture i od velikog je kulturnog i povijesnog značaja za Rumu. 

## Podizanje
Hrvatski sokol je inicirao izgradnju Hrvatskog doma na današnjoj lokaciji. Kraljevski sudbeni stol u Osijeku 1909. je donio zaključak da nasljednici grofova Pejačević prodaju nekretnine po gruntovnom ulošku br. 1 obćine Ruma, kao uzgrednog uloška Plemićkog dobra Ruma, skupini kupaca. Veljače 1910. godine preneseno je vlasništvo na katastarskoj čestici 161/5 s Plemićkog dobra Ruma na Društvo za tjelovježbe “Hrvatski sokol” u Rumi. Dovršen je u potpunosti 1914. godine.

## Međuraće
Nakon Prvog svjetskog rata uknjiženi su vlasnici, a 10. listopada 1920. gruntovni vlasnici Hrvatskog doma postali su: Hrvatski sokol, Hrvatska čitaonica, Hrvatska ratarska čitaonica, Hrvatska seljačka zadruga i HPD Jedinstvo.

## Nacionalizacija
Nakon Drugoga svjetskog rata garnizon JNA u Rumi zahtijevao je da im se ustupi Hrvatski dom za njihove potrebe. Na sjednici 2. srpnja 1948. godine članovi su raspravljali o tome i jednoglasno odbili. Hrvatski je dom ipak ustupljen JNA 1957. godine.

## Vanjske poveznice
- (srp.) YouTube Kanal Radio Televizija Vojvodine, Ruma: Dom JNA čeka restauraciju / Jutarnji program 5. listopada 2016. autorica priloga: Ljubica Jovanović